# Choluteca
Choluteca (Cholutec),  nestali indijanski narod nekad nastanjen u južnom Hondurasu duž zaljeva Fonseca. Choluteci su srodni ali ne i identični s Mangue, plemenom koje je živjelo između jezera Managua i Tihog oceana u Nikaragvi. Jezično sew zajedno s plemenima Mangue i Chiapaneco (iz Chiapasa) klasificiraju porodici Manguean ili Chorotegan (Mason i Johnson), a Lehmann ih  (1920) povezuje s Otomima. SIL njihovo ime koristi kao jedan od aleternativnih naziva jezika chorotega.